# Perro de asistencia en movilidad

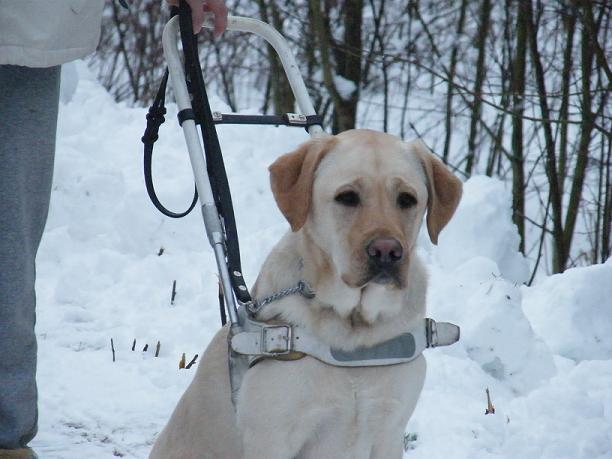
Perro de asistencia

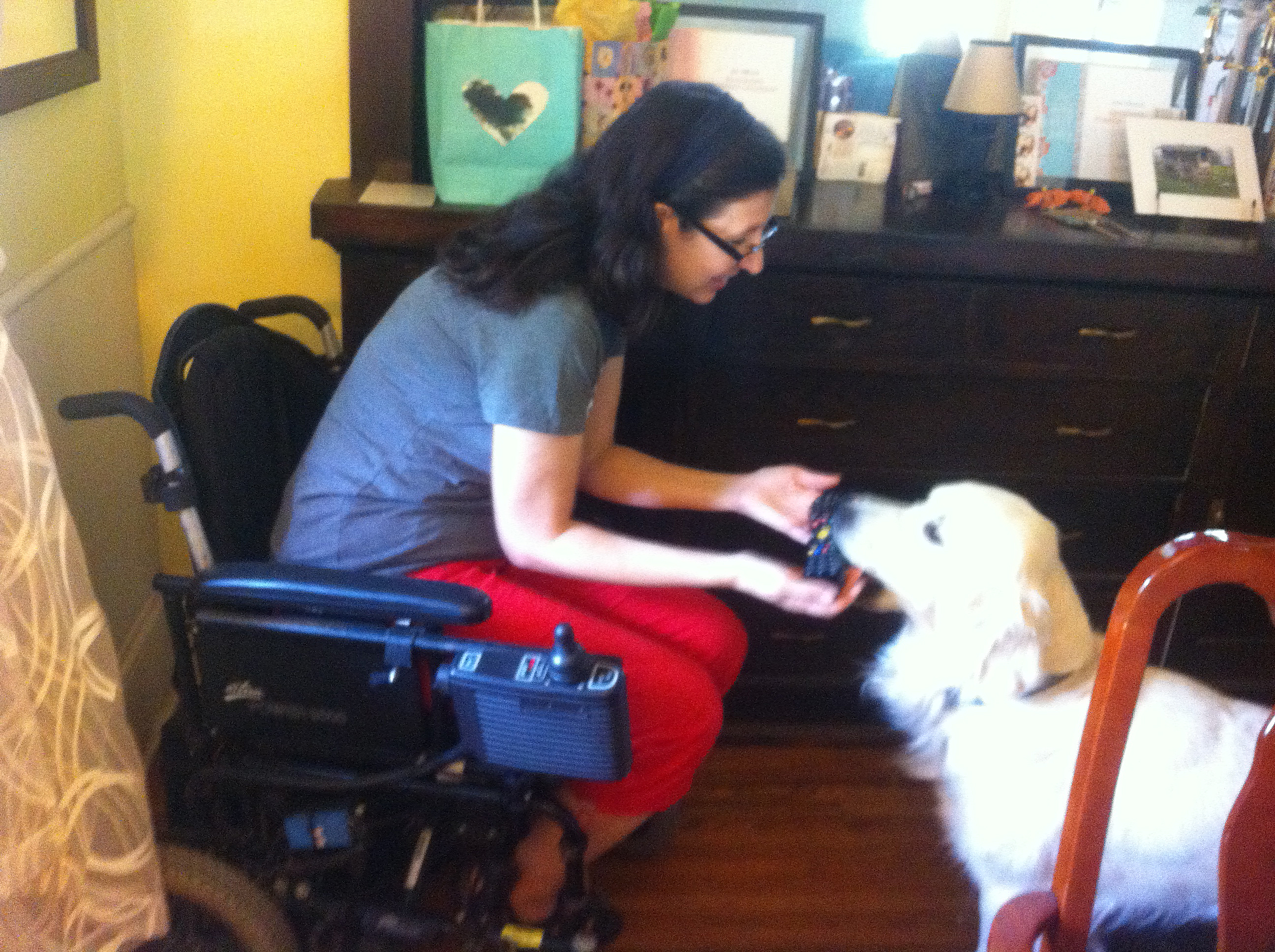
Trayendo un objeto a una persona

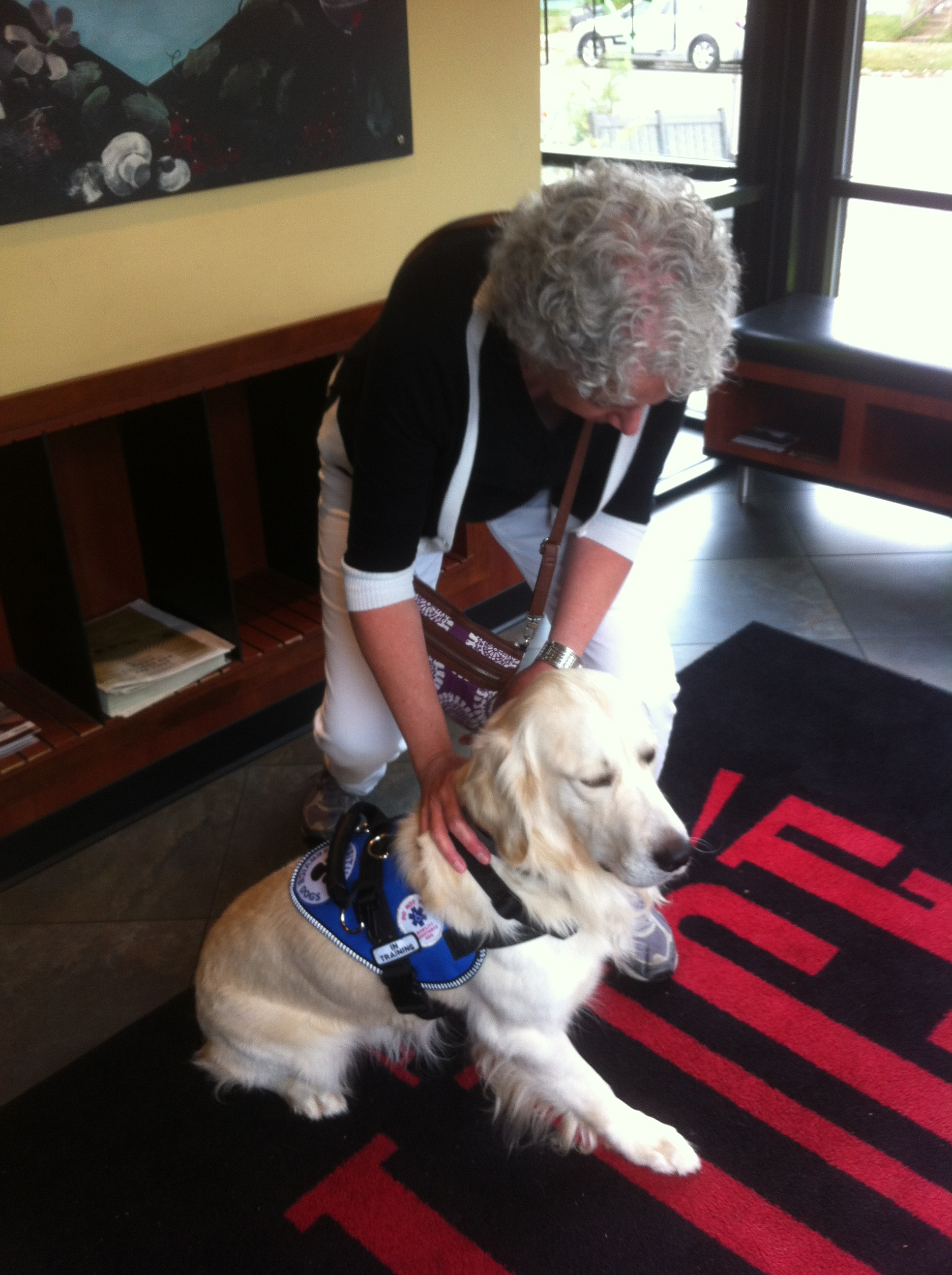
Perro haciendo de "estribo" para que el usuario pueda asirse o acoplar objetos

Un perro de asistencia en movilidad se encuentra entrenado para asistir a personas con discapacidades físicas o que tiene problemas de movilidad, incluyendo dependencia de silla de ruedas.
Entre otras tareas proveen equilibrio y estabilidad, tiran de sillas de ruedas, empujan pequeños carritos o recogen objetos para personas con algún tipo de impedimento
A un perro de estas características se le puede entrenar para abrir y cerrar puertas, utilizar interruptores de luz y proveer en general un impacto positivo en las vidas de las personas usuarias
Suelen llevar algún tipo de chaleco de forma que se les pueda acoplar un arnés como asidero, lo que permite que cuando el perro camine,la persona sujete el asa y éste le provea asistencia y equilibrio con el apoyo. A algunos ejemplares de tamaño grande se les enseña a empujar a sillas de ruedas, con un harnés diseñado específicamente para ello, aunque existe cierta controversia en este método. Empujar sillas de ruedas por este método es ilegal en Reino Unido El empuje de sillas de ruedas hace referencia a distancias cortas y rectas, como el cruce de un paso de cebra. Un beneficio para la persona usuaria es poder operar su silla con un esfuerzo menor
Otro tipo de tarea es la de asistencia al andar. Se utilizan en personas con Enfermedad de Parkinson y esclerosis múltiple, entre otros. Estos perros no cargan con todo el peso, sino que ayudan con el paso y el equilibrio con la técnica de contrapeso.
Como otros tipos de perro de asistencia, en muchos países las personas tienen el derecho de entrar con ellos en lugares donde no se permite la entrada de animales, como transporte público, restaurantes y hoteles. En EE. UU. la Ley sobre Estadounidenses con Discapacidades de 1990 garantiza esta oportunidad a la ciudadanía que lo necesite, con multas a aquellos recintos en los que se infrinja la ley
En Reino Unido, la cría y entrenamiento de este tipo de perros depende de organizaciones de caridad.
La "Assistance Dogs International (ADI)" es una coalición de organizaciones sin ánimo de lucro que entrenan y localizan este tipo de ejemplares y razas Publican una guía titulada Guide to Assistance Dog Laws que resume la legislación federal y de estados referente a los perros de asistencia.